# Петър Георгиев Герчев – Каменополеца
Петър Георгиев Герчев – Каменополски (1799 – 1894) е български революционер, учител, свещеник и член на революционния комитет на Васил Левски в Плевен.

## Биография на поп Петър Каменополски
Сакеларий Поп Петър Каменополски е роден през 1799 г. в с. Камено поле, Врачанско. Бил е дългогодишен учител и свещеник в гр. Плевен. Един от основателите на читалище „Съгласие“ в гр. Плевен през 1869 г.  Участва активно в църковната борба за независима Българска екзархия. Като свещеник в гр. Плевен заедно с родолюбивия и активен общински деятел Янаки Бенов построяват църквата „Св. Параскева“ в периода 1870 – 1872 г. Осветена е на „Игнажден“ на 20 декември 1872 г.
Поп Петър Каменополски е член на Революционния Комитет на Васил Левски в гр.Плевен. Членовете на Комитета са били 28 души.  В този списък от членове на Революционния Комитет на гр. Плевен, Поп Петър Каменополски фигурира на 8-о място.Бил е спомоществовател на много църковни книги.
Голям родолюбец и опитен водач по време на църковната борба за независима българска православна църква. Той е един от заслужилите граждани на гр. Плевен. 
Умира в Плевен на 1 септември 1894 г. на 95-годишна възраст. От него произлиза един от родовете „Попови“ в гр. Плевен.
Негов праправнук е българския жонгльор и илюзионист Христо Попов – Кристел.